# Coador

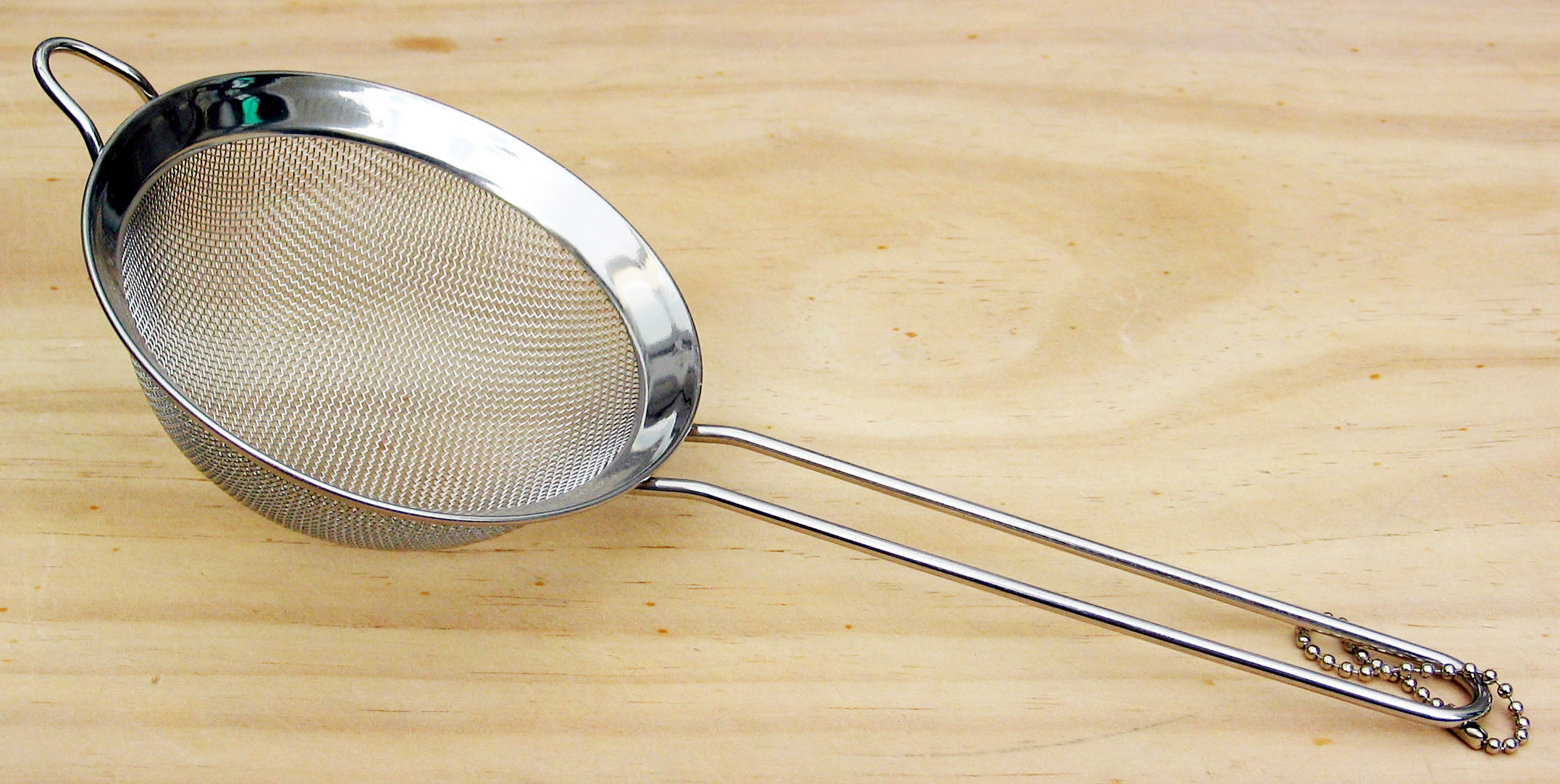
Coador metálico.

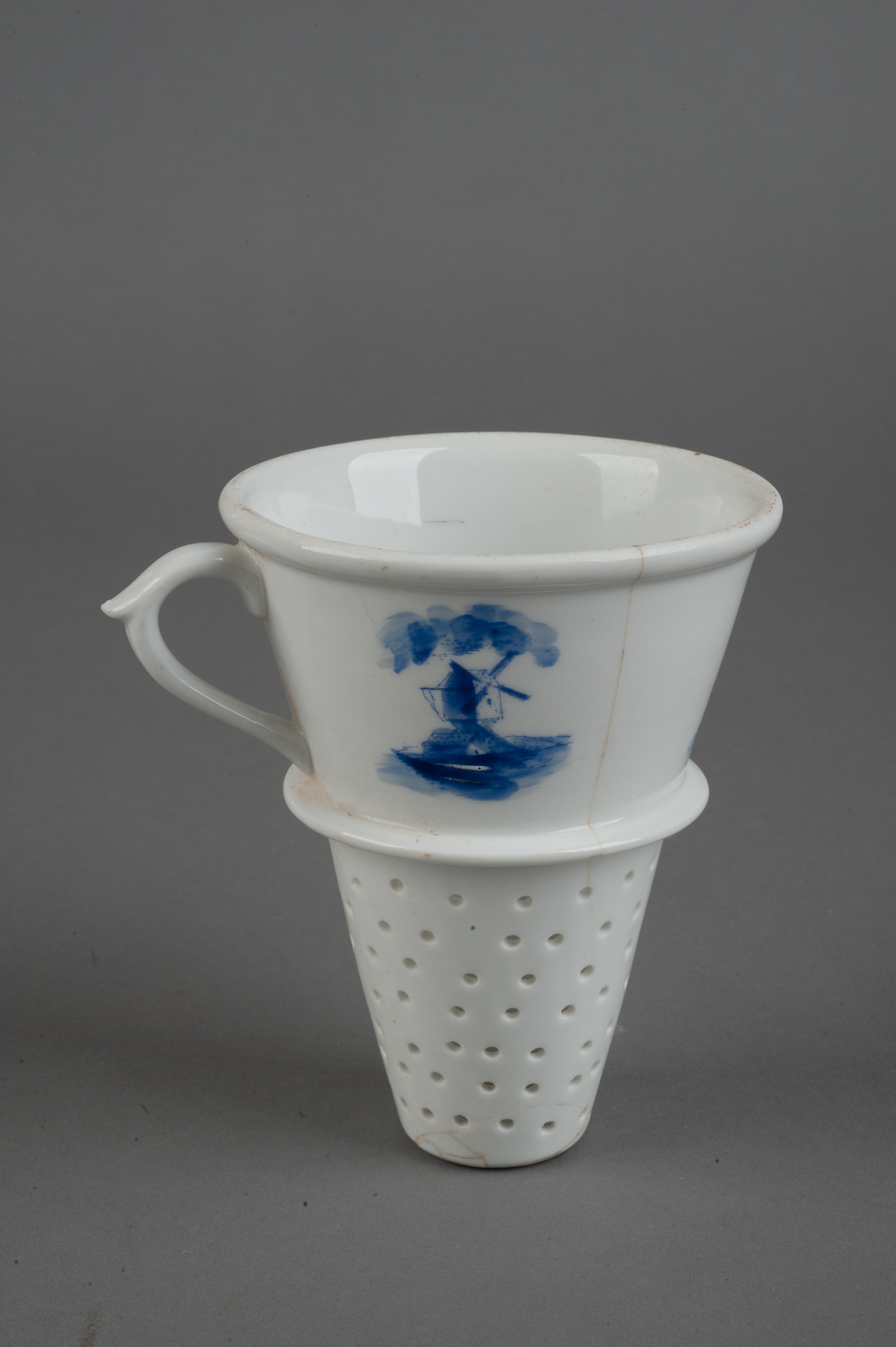
Coador de chá. Objeto da coleção do Museu Paulista.

O coador é um utensílio de cozinha que emprega o conceito de crivo ou filtro de alimentos, usado para separar elementos de consistência sólida da parte líquida. Normalmente é metálico, feito de alumínio ou aço inoxidável, possuindo uma trama de finos fios de aço, ou plástico, e tem forma semi esférica. A borda dos coadores costuma ter uma espécie de gancho para que se possa prendê-lo sobre uma panela ou outro utensílio, onde se deposita o conteúdo separado.

## Funcionamento
Coar é uma técnica simples para separar partículas de tamanhos diferentes, para isso existem diferentes tamanhos de coadores e tramas. As partículas grossas são separadas ou quebradas por trituração umas contra as outras nas aberturas da tela. Dependendo dos tipos de material que está sendo separado, são utilizadas peneiras com diferentes tipos de orifícios. A peneiração desempenha um papel importante nas indústrias alimentícias, onde peneiras (muitas vezes vibrando) são usadas para prevenir a contaminação do produto por corpos estranhos. O desenho da peneira industrial é de primordial importância aqui.